# کربامویل فسفات
کربامویل فسفات (به انگلیسی: Carbamoyl phosphate) با فرمول شیمیایی CH۲NO۵P۲- یک ترکیب شیمیایی با شناسه پاب‌کم ۲۷۸ است. که جرم مولی آن ۱۴۱٫۰۲۰ g/mol می‌باشد. 